# 至Net奇兵：山拿的末日
《至Net奇兵：山拿的末日》（法語：Code Lyoko: X.A.N.A. Destruction finale）是至Net奇兵系列的第三款遊戲，為《至Net奇兵》的續作，由The Game Factory製作，在2008年6月20日於美國推出在任天堂DS平臺的角色扮演遊戲。此遊戲的故事情節和《至Net奇兵：追求無限》一樣概括《至NET奇兵》動畫版的第四輯。

## 故事
和《至Net奇兵：追求無限》一樣，威廉因為被山拿控制而成為山拿的手下，為了令威廉回復清醒，所以Lyoko小組的五名Lyoko戰士——亞烈達、傑理明、治狼、尤美及阿奇便繼續和邪惡的山拿戰鬥，希望能夠令威廉擺脫山拿控制回復清醒以及消滅山拿。

《至Net奇兵：山拿的末日》遊戲截圖